# Barrio transnacional
El barrio transnacional como concepto dentro de los estudios latinoamericanos y latinos explica la construcción social del espacio, el lugar, la cultura, las tradiciones y los significados simbólicos artísticos que se establecen más allá de las fronteras nacionales por las diversas poblaciones latinas en las comunidades de un país anfitrión. Por lo tanto, los académicos ven a los Barrios Transnacionales como espacios críticos para celebrar y abrazar la producción cultural, las movilizaciones políticas, la identidad étnica y la solidaridad, y para desarrollar un sentido de pertenencia dentro de las comunidades.
Según el antropólogo Michael Kearney, Transnacional trata sobre las formas de organización e identidad de las latinas/os que no están restringidas por las fronteras nacionales, lo que significa que no están restringidas por el estado-nación de origen para formar una identidad colectiva en el país anfitrión.
Barrios se refiere a una parte de un área del centro de la ciudad compuesta en su mayoría por una población de habla hispana. "Tanto históricamente como en la actualidad, las formaciones de barrios son el resultado de planes y políticas específicas a nivel local, estatal y federal que han dado como resultado altos niveles de segregación racial, viviendas de calidad inferior y limitadas, escasa escolaridad y movilidad severamente limitada".
Estudiosos creen que uno debe usar el enfoque transnacional de los estudios latinoamericanos y latinos para crear un marco que permita comprender mejor las diversas experiencias de las latinas/os en múltiples contextos. Así como enfrentar las nociones negativas de Barrios como lugares de desarticulación social, y lugares marginados y criminalizados. Por lo tanto, Transnational Barrios se esfuerza por crear y progresar a través de nuevos significados, experiencias e identidades de diversas y convincentes poblaciones latinas de varias comunidades a través de los Estados Unidos.